# Бејар
Бејар (фр. Béhuard) насеље је и општина у западној Француској у региону Лоара, у департману Мен и Лоара која припада префектури Анже.
По подацима из 2011. године у општини је живело 125 становника, а густина насељености је износила 56,56 становника/km². Општина се простире на површини од 2,21 km². Налази се на средњој надморској висини од 17 метара (максималној 16 m, а минималној 12 m).

## Демографија
| 1962. | 1968. | 1975. | 1982. | 1990. | 1999. | 2011. |
| ----- | ----- | ----- | ----- | ----- | ----- | ----- |
| 60    | 85    | 100   | 93    | 94    | 110   | 125   |

График промене броја становника у току последњих година